# Gueorgui Oppokov
Gueorgui Ippolitovitch Oppokov en russe : Гео́ргий Ипполи́тович Оппо́ков né le 24 janvier 1888 (5 février dans le calendrier grégorien) à Saratov  et mort exécuté le 30 décembre 1938 à Moscou est un militant russe bolchévique et membre du premier Conseil des Commissaires du Peuple a été créé (octobre-novembre 1917).

## Biographie
Il est né le 5 février 1888 à Saratov. Il vient d'une famille noble, le fils du directeur de la branche Saratov de la Banque d'État russe. Entre 1906 à 1910 il étudie à la Faculté de droit de l'Université d'État de Saint-Pétersbourg. Durant ses études il écrit dans plusieurs journaux. Il devient Membre de la Révolution russe de 1905. En 1907 il devient membre des Comités du district de Moscou. En 1909 il devient secrétaire du Comité de Saint-Pétersbourg et membre de la commission exécutive.
En 1910 il est arrêté et déporté sous surveillance policière dans la province d'Arkhangelsk. Il participe à des expéditions scientifiques dans l'océan Arctique. Il revient à Moscou en 1913. En 1916 il est arrêté et exilé dans la province d'Irkoutsk. Après la révolution de février 1917, il revient à Moscou.
Après la Révolution de 1917 il est membre du conseil national de la République socialiste fédérative soviétique de Russie au Conseil des ministres de l'URSS. Il devient le premier commissaire du peuple à la Justice en novembre 1917.
En mars 1918, avec d'autres représentants de la gauche, dont Isaac Steinberg et Prosh Perchevich Proshian, il quitte la coalition pour protester contre le Traité de Brest-Litovsk. De 1918 à 1921 il est membre du Soviet suprême et vice-président du Conseil économique suprême. De 1921 à 1923 il est membre du Comité central du Parti communiste de l'Union soviétique. De 1923 à 1926 il est membre du Présidium du Conseil économique suprême d'URSS. De 1926 à 1929 il président du Conseil économique suprême d'URSS. De 1929 à 1931 il est membre du Présidium du Conseil économique suprême de l'URSS. De 1931 à 1933 il est Vice-président du Comité de planification d'État de l'URSS. De 1933 à 1937 il est membre du Bureau de la Commission de Contrôle Soviétique de l'URSS,.
Il est arrêté en juin 1937 durant les Grandes Purges. Il est condamné à mort par la Cour suprême de l'URSS et fusillé le 30 décembre 1938. Il est inhumé dans la fosse commune du cimetière Donskoï.
Il est réhabilité en 1956.